# Cynotilapia
Cynotilapia — рід прісноводних риб родини Цихлових, що налічує 3 види. Є ендеміками озера Малаві.

## Види
- Cynotilapia afra (Günther 1894)
- Cynotilapia axelrodi Burgess 1976
- Cynotilapia pulpican Tawil 2002